# 母恋出入口
母恋出入口（ぼこいでいりぐち）は北海道室蘭市新富町にある国道36号室蘭新道のランプ。室蘭駅方面の出入口のみ設置されており、自動車専用道路区間の終点となっている。

## 歴史
- 1978年（昭和53年）11月22日、仲町出入口 - 母恋出入口間が開通[1][2]。

## 周辺
日本製鋼所関連や医療・福祉関連の施設が立地している。
| - 日本製鋼所室蘭製作所正門 - ファインクリスタル - 瑞泉鍛刀所 - 日鋼記念病院 - 日鋼記念看護学校 - 老人保健施設 母恋 - ケアハウス ふれあい母恋 | - 北海道旅客鉄道（JR北海道）室蘭本線 母恋駅 - 社会福祉法人 室蘭言泉学園 - 北海道福祉教育専門学校 - 母恋神社 |

## 接続する道路
- 室蘭市道母恋・東町大通線[7]

## 隣
室蘭新道（自動車専用道路区間）
御崎出入口 - 母恋出入口  -（国道36号一般部）